# Gondwana – Das Praehistorium
Koordinaten: 49° 21′ 0″ N, 7° 7′ 5″ O
Gondwana – Das Praehistorium (Eigenschreibweise: GONDWANA) ist ein naturhistorisches Erlebnismuseum mit den Themen Urzeit, Evolution und Menschheitsgeschichte, das am 14. Dezember 2008 auf dem Gelände der ehemaligen Grube Reden in Schiffweiler (Saarland) eröffnet und 2013 erweitert wurde. Betreiber des Museums ist Gondwana Praehistorium e. K., der Geschäftsinhaber ist Matthias Michael Kuhl.

## Ausstellung
Begrüßt werden die Besucher in der Eingangshalle von dem lebensgroßen Skelettes eines Argentinosaurus, welches unter Aufsicht des argentinischen Paläontologen Prof. Rodolfo Coria am Fundort im südamerikanischen Patagonien nachgebaut, nach Deutschland verschifft und im Praehistorium aufgestellt wurde. Außerdem wird in regelmäßigen Intervallen eine "Zeitstrahl-Show" abgespielt, bei der unter energischer Orchestermusik sich ein Lichtstrahl an einem Zeitstrahl entlang vom Urknall in Richtung Gegenwart vorantastet.
Die eigentliche Ausstellung beginnt in einem Kinosaal, in dem vom Urknall bis zum Menschen ein Zeitraum von mehr als acht Milliarden Jahren vorgestellt wird. In den anschließenden Ausstellungsräumen werden die Besucher von den Urmeeren bis zum Aussterben der Dinosaurier durch etwa 4,5 Milliarden Jahre Erdgeschichte geführt. In Form von Edutainment will Gondwana – Das Praehistorium Unterhaltung und Bildung miteinander verbinden. Naturgetreu nachgebaute Ökosysteme, Animationstechniken und audio-visuelle Verfahren lassen den Besucher einen Teil der Erdgeschichte „live“ erleben. Riesen-Skorpione, urtümliche Libellen und Dinosaurier gehören zu den Lebensformen, die im Park wieder zum „Leben“ erweckt werden. Nachgestellte Naturgewalten wie Fluten oder Meteoriteneinschläge vermitteln einen Eindruck über die Lebensbedingungen vergangener Zeiten. Ein zweiter Kinofilm, in dem es sich um das Aussterben der Dinosaurier handelt, rundet diesen Ausstellungsbereich ab.
Im Jahr 2011 wurde aus einer alten Werkshalle ein 800 m² großer Indoor-Spielplatz namens Gondi’s Dinowelt. Kinder können sich dort u. a. auf einem 8 m hohen Holzgestell-Dinosaurier, verschiedenen Rutschen, Trampolinen, einem Bälle-Vulkan und Dinokarts spielerisch betätigen.
2013 kam es durch den Bau einer weiteren Themenhalle zu neuen Attraktionen im Museum. Die Erweiterung umfasst zwölf weitere Themenwelten, in der sich Besucher auf eine Reise durch die epochalen Höhepunkte der Menschheitsgeschichte begeben. Die Zeitreise durch die Menschheit endet schließlich in einer robotisch-animatronischen Dinosauriershow, der Größten ihrer Art weltweit, sowie der visuellen 4D-Animation des urzeitlichen Riesenhais Megalodon.

## Öffentliche Diskussion
Politisch ist das Projekt umstritten. SPD, Grüne und FDP fürchteten die Verschwendung von Steuergeldern. Für Infrastrukturmaßnahmen im Umfeld und das Projekt selbst wurden von der damaligen saarländischen CDU-Landesregierung fünf Millionen Euro aus Mitteln der Tourismusförderung bereitgestellt. Hinzu kommen jährlich 1,2 Millionen Euro Mieteinnahmen aus der Nutzung des ehemaligen Grubenverwaltungsgebäudes durch verschiedene Behörden.
Eine Marktstudie ging davon aus, dass der Park jährlich etwa 250.000 Besucher anziehen und einer der Motoren für den Strukturwandel in der ehemaligen Bergbauregion sein werde. Entsprachen die Besucherzahlen anfangs noch den Erwartungen, kamen 2018 nur noch 95.500 Menschen in das Museum. Zur Eröffnungsfeier am 13. Dezember 2008 mit geladenen Gästen kam der frühere US-Vize-Präsident und Friedensnobelpreisträger Al Gore. Sein Auftritt hatte im Vorfeld für Kritik gesorgt, da einerseits die Frage nicht geklärt war, wer die Kosten für diesen Auftritt übernimmt, und andererseits die Presse nach ursprünglichen Planungen von Gores Rede weitgehend ausgeschlossen werden sollte.
Nachdem im Januar 2010 der saarländische Rechnungshof des Saarlandes die Bezuschussung des Projekts in Höhe von insgesamt 44 Millionen Euro aus Landesmitteln innerhalb der nächsten 25 Jahren gerügt hatte, kündigte der Betreiber am 20. Januar 2010 die Schließung des Parks zum 31. Januar 2010 an. Am 26. Januar 2010 gab die Landesregierung bekannt, dass der Park vorläufig geöffnet bleibt. Dies sei das Ergebnis von Verhandlungen mit dem Investor und der IndustrieKultur Saar GmbH. Am 4. März wurde darüber hinaus eine Verlängerung der Öffnungszeiten bekanntgegeben. Ein Untersuchungsausschuss des Landtags zum Verhalten der Landesregierung bezüglich des Projekts trat am 22. März 2010 zusammen. Der Abschlussbericht räumte die Bedenken des Rechnungshofes weitgehend aus, zeigte aber auch, dass die Bewertung des Projekts vor allem eine politische Frage ist.